# Unțești, Vaslui
Unțești este un sat în comuna Bogdănești din județul Vaslui, Moldova, România.

## Prezentare
Satul Unțești face parte din Comuna Bogdănești, Vaslui.
Este situat pe valea râului Horoiata între dealurile Hircioaia și Glodului.

## Istoric

### Secolul XV
Este un vechi sat de răzeși, atestat încă din secolul XV.
În 1499 "...Ștefan voevod confirmă lui Lupe Cheșeanul satul Onțești (Unțești) pe Bârlad, cumpărat cu 60 de zloți tătărești de la Danciul Pleșa, și de la soru-sa Neaga, copiii lui Petru Pleșa, nepoții lui Toma Pleșa, care îl stăpâniseră pe temeiul unui privilegiu de la voevodul Ștefan, unchiul domnului."